# اردیزیا

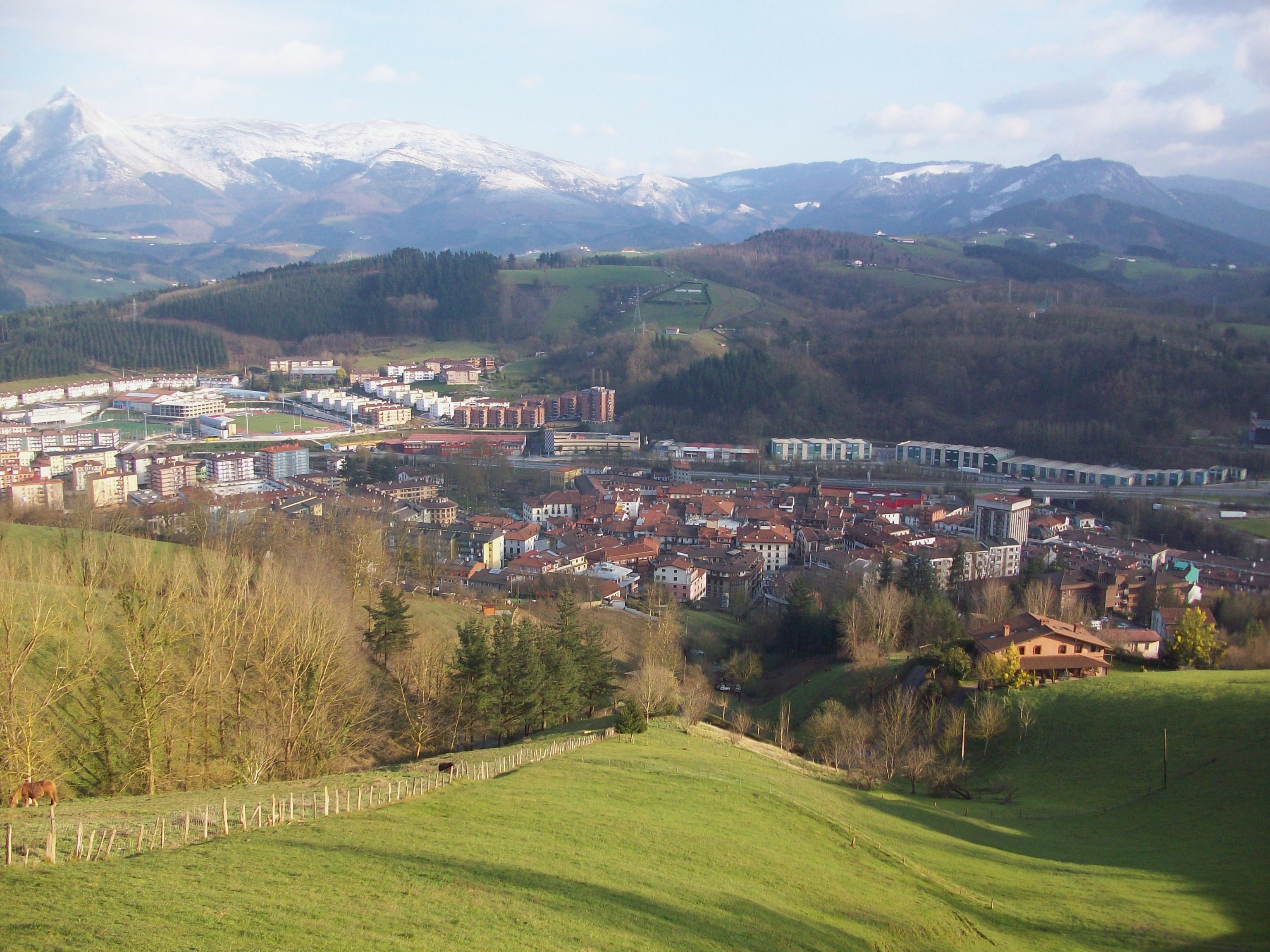
نمایی از شهر اردیزیا در شمال کشور اسپانیا - ۲۰۱۰

اردیزیا (اسپانیایی: Ordizia‎) شهری است در منطقه Goierri در استان Gipuzkoa، که در شمال اسپانیا واقع شده‌است.
این شهر قبلاً به عنوان Villafranca de Ordizia شناخته می‌شد.